# Sean Zawadzki
Sean Zawadzki (Olmsted Falls, 21 de abril de 2000) es un futbolista estadounidense que juega en la demarcación de centrocampista para el Columbus Crew de la Major League Soccer.

## Selección nacional
Hizo su debut con la selección absoluta de Estados Unidos el 20 de enero de 2024 contra Eslovenia en un partido amistoso que finalizó con un resultado de 0-1 a favor del combinado esloveno tras un gol de Nejc Gradišar.

## Clubes
| Club                     | País           | Año       | Partidos | Goles |
| ------------------------ | -------------- | --------- | -------- | ----- |
| Long Island Rough Riders | Estados Unidos | 2019      | 10       | 2     |
| Columbus Crew 2          | Estados Unidos | 2022-2023 | 22       | 1     |
| Columbus Crew            | Estados Unidos | 2022-     | 47       | 5     |